# Elephantomyia (Elephantomyia) tigriventris
Elephantomyia (Elephantomyia) tigriventris is een tweevleugelige uit de familie steltmuggen (Limoniidae). De soort komt voor in het Neotropisch gebied.